# 麥科米克縣 (南卡羅萊納州)
麥科米克縣（英語：McCormick County）是美國南卡羅萊納州西部的一個縣，西鄰喬治亞州。面積1,020平方公里。根据美國2000年人口普查，共有人口9,958人。縣治麥科米克。
成立於1916年12月19日。縣名紀念改良收割機的居魯士·H·麥科米克。